# Stalden (VS)
Stalden (VS) (Walliserdeutsch: Schtalu) is een gemeente in het Zwitserse kanton Wallis en behoort tot het district Visp. Stalden (VS) telt 1.111 inwoners.
De gemeente ligt in het Vispertal op het punt waar deze vallei zich splitst in het Mattertal en Saastal en waar de Matter Vispa en de Saaser Vispa samenvloeien in de Vispa. Ze bestaat uit drie voormalige zelfstandige dorpen Stalden Dorfmark, Chinegga (gefusioneerd sinds 1805) en Niederrusen (gefusioneerd sinds 1817, nu Neubrück genoemd).
Stalden wordt soms wel het bruggendorp genoemd, refererend naar de 29 bruggen in de gemeente over (voornamelijk) de Vispa en de Matter Vispa, waaronder twee middeleeuwse bouwwerken.
In het uiterste noorden van de gemeente Stalden ligt tussen de dorpskern van Neubrück en het gehucht Riti de Ritibrücke, die aldaar de Vispa overspant. Het is een stenen boogbrug voor voetgangers uit de zestiende eeuw, gebouwd in 1599 door bouwmeester Hans Pinella. Centraal op de gebogen brug is op een van de stenen relingen een schrijn gemetseld. Voor het autoverkeer is 35 m stroomafwaarts een nieuwe brug gelegd. Bij de aanleg van de spoorweg Visp-Zermatt diende voor het spoorverkeer een tweede opening in de brugstructuur op de rechteroever gemaakt te worden.
Direct ten zuiden van de kern van Stalden Dorfmark ligt de Chibrigga, Kinnbrücke of Kinbrücke over de Matter Vispa. Ook dit is een stenen boogbrug voor voetgangers uit de zestiende eeuw. De brug gebouwd door bouwmeester Ulrich Ruffiner van 1544 tot 1545 is als monument beschermd. De Kinbrücke werd opgenomen in de Zwitserse inventaris van cultureel erfgoed van nationaal en regionaal belang.
Ten westen van Stalden verheft zich de Augsbordhorn (2972 m), in het oosten de Weissgrat (2886 m). Vanuit Stalden loopt een weg over de Moosalp naar Bürchen in het Rhônedal.

## Bruggendorp Stalden

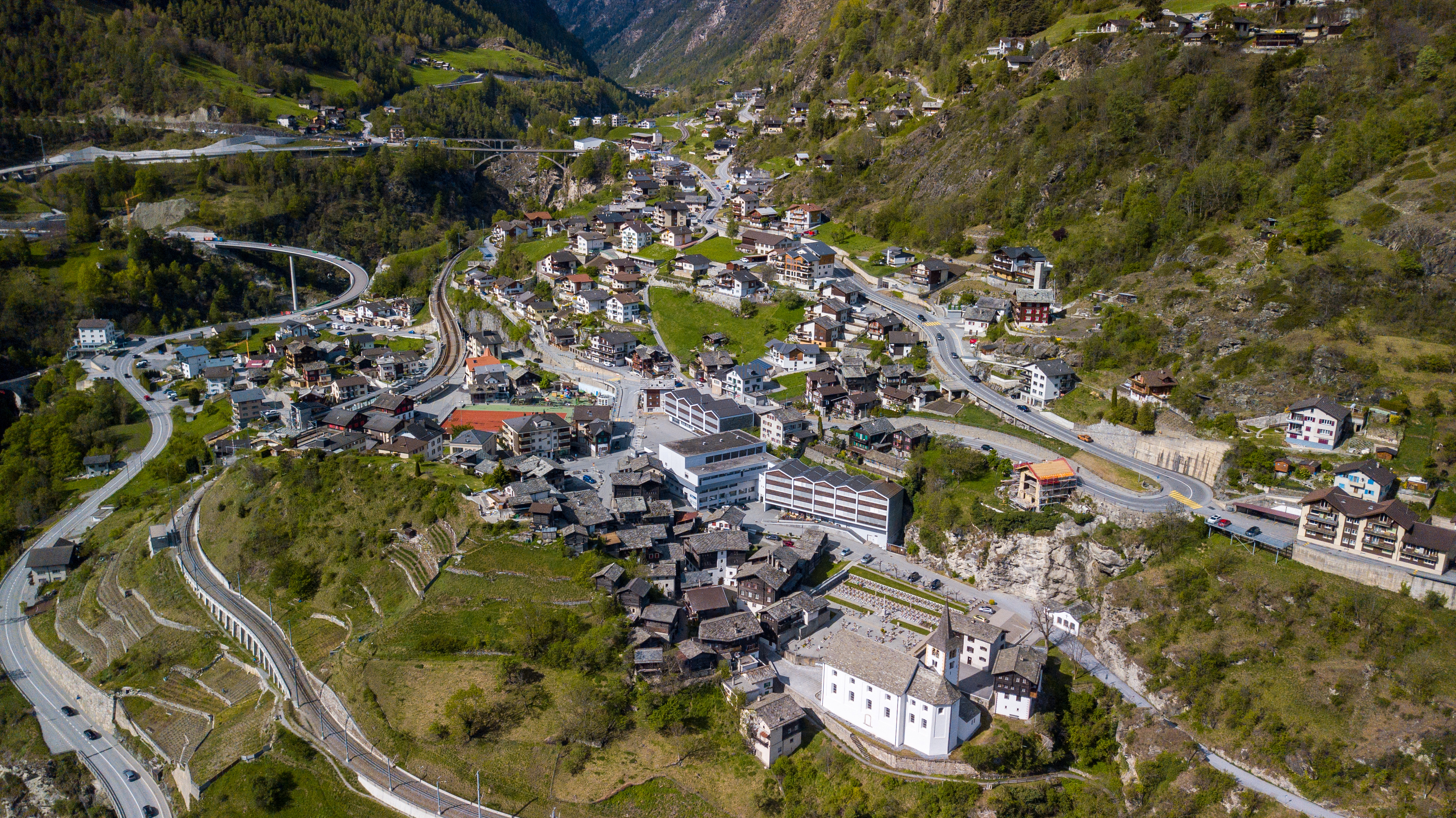
Luchtbeeld van Stalden en enkele van zijn bruggen (2021)
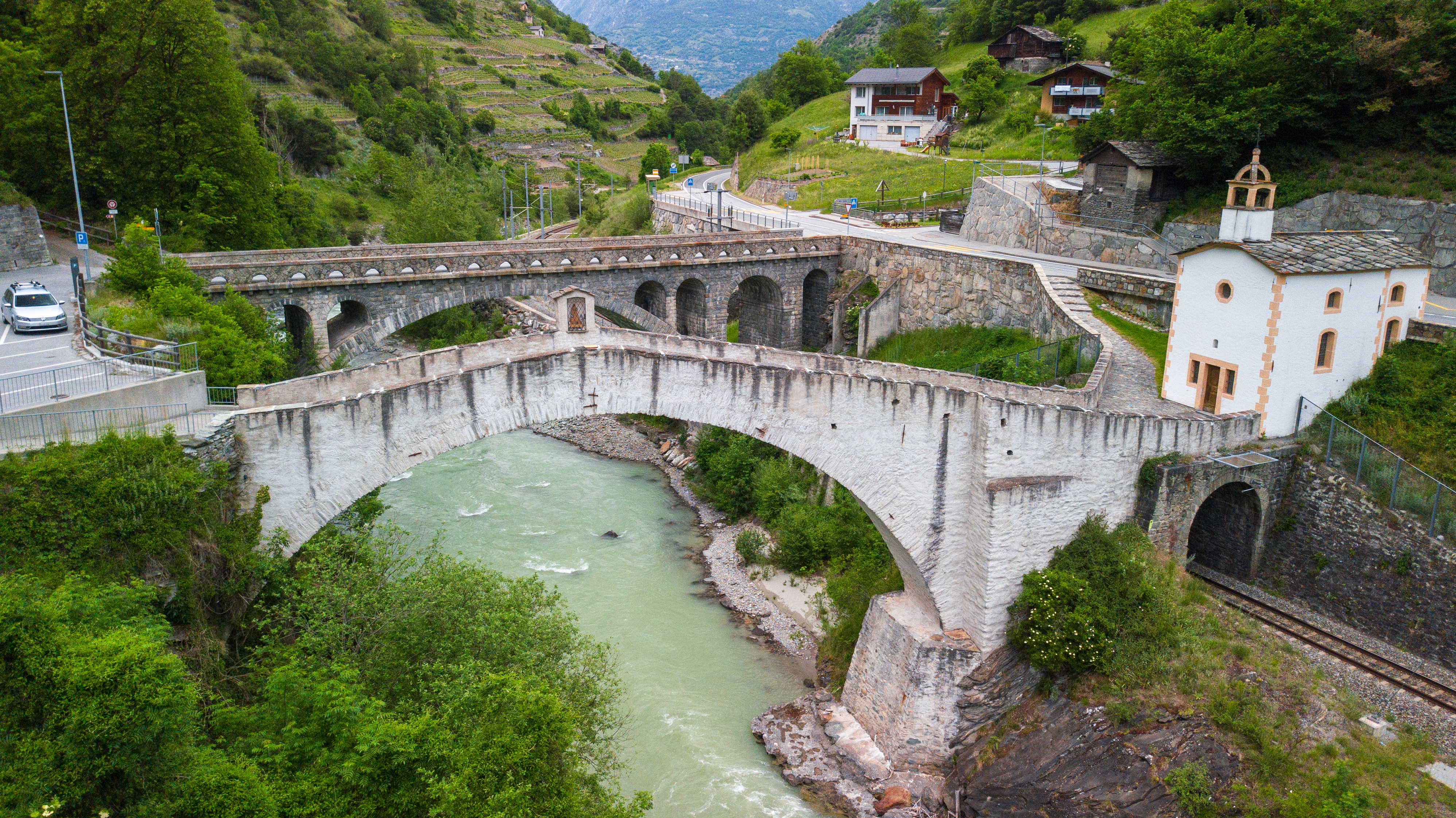
Ritibrücke (1599) tussen Riti en Neubrück over de Vispa
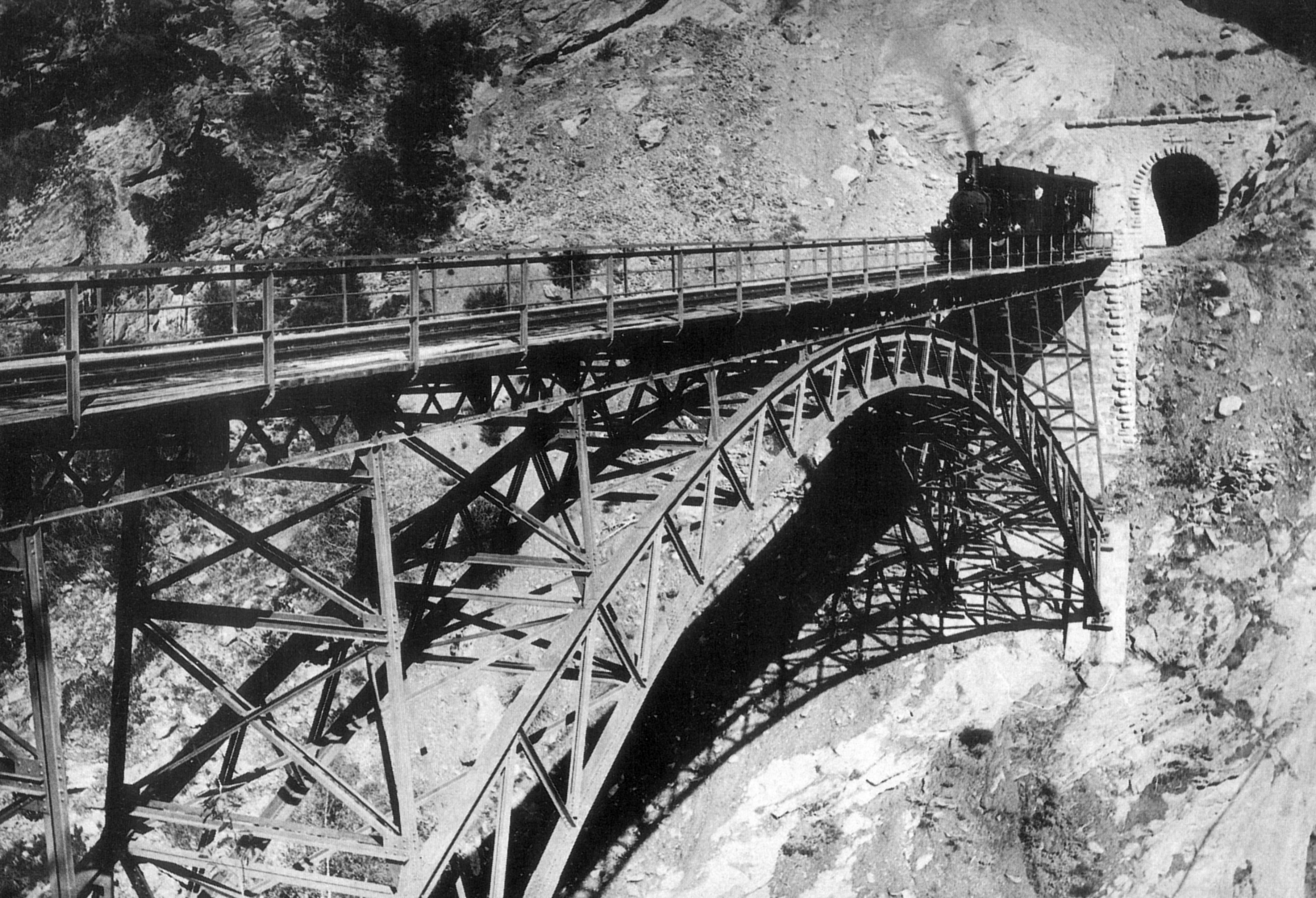
Muehlebachviadukt (1891) over de Mühlebach voor de spoorlijn Visp-Zermatt.
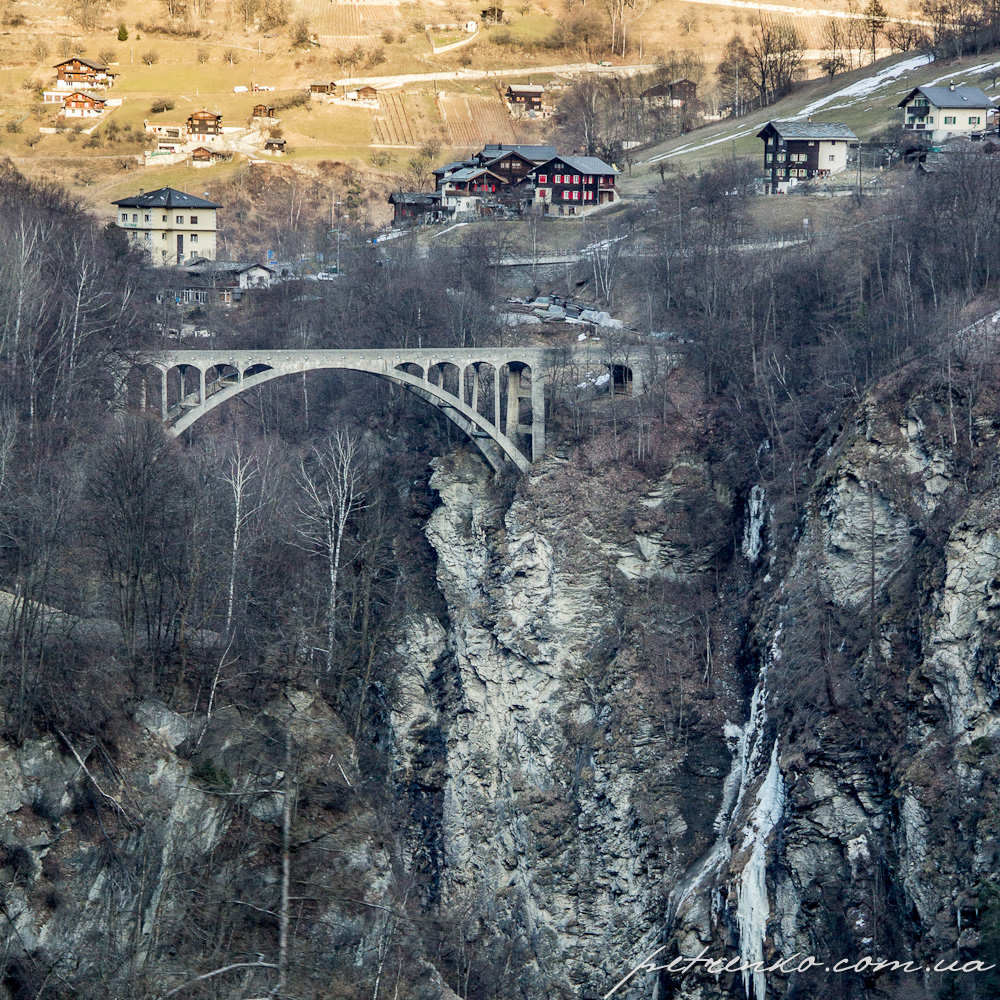
Merjenbrücke (1930) Merjubrigga over de Matter Vispa